# Хуалун-Хуэйский автономный уезд
Хуалу́н-Хуэ́йский автоно́мный уе́зд (кит. упр. 化隆回族自治县, пиньинь Huàlóng huízú zìzhìxiàn) — автономный уезд городского округа Хайдун провинции Цинхай (КНР).

## История
При империи Хань в 121 году до н. э. генерал Хо Цюйбин разгромил сюнну, кочевавших западнее петли Хуанхэ, и создал там базу для дальнейшего наступления. В 111 году до н. э. генералы Ли Си и Лан Чжун разгромили цянов, живших у реки Хуаншуй, и основали пост Сипин. В 60 году до н. э. был образован округ Цзиньчэн (金城郡), и эти земли перешли под контроль его властей.
В эпоху Южных и Северных династий эти земли постоянно переходили из рук в руке в ходе войн между многочисленными короткоживущими государственными образованиями. В 335 году, когда эти земли входили в состав государства Ранняя Лян, был образован округ Хуанхэ (湟河郡). В 413 году, когда эти земли входили в состав государства Северная Лян, округ Хуанхэ был разделён на восточную и западную части, но в 415 году эти земли были захвачены государством Западная Цинь, и округ Хуанхэ был воссоздан. В 429 году Северная Лян вновь захватила эти земли, но округ Хуанхэ так и остался единым. В 445 году Северная Лян была уничтожена государством Северная Вэй, и из округа Хуанхэ был выделен округ Таохэ (洮河郡). В 502 году был создан уезд Шичэн (石城县), а в 526 году — уезд Гуанвэй (广威县); оба этих уезда были подчинены округу Таохэ. При империи Западная Вэй в связи с тем, что на территории уезда Шичэн имелось ущелье Хуалун, он был переименован в уезд Хуалун (化隆县). В 583 году уезд Гуанвэй был расформирован.
После основания империи Суй в 607 году был создан округ Аохэ (浇河郡), и уезд Хуалун перешёл под его юрисдикцию. В 618 году империю Суй сменила империя Тан, и в 619 году округ Аохэ был преобразован в область Кочжоу (廓州). В 712 году из-за практики табу на имена, чтобы избежать употребления входившего в личное имя императора Ли Лунцзи иероглифа «лун», уезд Хуалун был переименован в Хуачэн (化成县). В 742 году уезд Хуачэн был переименован в Гуанвэй (广威县). В 754 году область Кочжоу была переименована в округ Нинсай (宁塞郡), но в 758 году округ Нинсай вновь стал областью Кочжоу. Впоследствии эти места стали зоной боевых действий в ходе танско-тибетских войн, а после падения империи Тан оказались под властью тибетцев, которые в XI веке образовали здесь государство Гусыло. В начале XII века их захватило тангутское государство Западное Ся, затем китайская империя Сун, потом чжурчжэнская империя Цзинь, а в XIII веке их захватили монголы.
После свержения монголов и установления власти китайской империи Мин эти места были подчинены Сининскому караулу, созданному вместо области Синин. При империи Цин после подавления в 1725 году хошутского восстания Сининский караул был преобразован в Сининскую управу (西宁府), а эти места оказались в составе уездов Синин и Чжаньбо. В 1744 году в этих местах был создан отдельный Баянь-Жунгэский комиссариат (巴燕戎格厅), подчинённый напрямую Сининской управе. После Синьхайской революции в Китае была проведена реформа структуры административного деления, и в 1912 году управы были ликвидированы; а Баянь-Жунгэский комиссариат был преобразован в уезд Бажун (巴戎县).
В 1929 году была образована провинция Цинхай, и уезд вошёл в её состав, будучи при этом переименованным в уезд Баянь (巴燕县). В 1931 году уезд Баянь был переименован в уезд Хуалун (化隆县).
В 1953 году уезд Хуалун был преобразован в Хуалун-Хуэйский автономный район (化隆回族自治区). В 1955 году Хуалун-Хуэйский автономный район стал Хуалун-Хуэйским автономным уездом.
19 октября 1978 года постановлением Госсовета КНР был создан округ Хайдун (海东地区), и автономный уезд вошёл в его состав.
В 2013 году округ Хайдун был преобразован в городской округ.

## Административное деление
Хуалун-Хуэйский автономный уезд делится на 6 посёлков, 7 волостей и 4 национальные волости.

## Население (2000)
Согласно переписи 2000 года население 213 706 человек.
| Народ     | Население | Доля    |
| --------- | --------- | ------- |
| Хуэйцы    | 110.082   | 51,51 % |
| Ханьцы    | 45.959    | 21,51 % |
| Тибетцы   | 45.935    | 21,49 % |
| Салары    | 11.100    | 5,19 %  |
| Ту        | 380       | 0,18 %  |
| Дунсян    | 82        | 0,04 %  |
| Монголы   | 75        | 0,04 %  |
| И (народ) | 19        | 0,01 %  |
| Уйгуры    | 15        | 0,01 %  |
| Остальные | 59        | 0,03 %  |

## Экономика
Уезд славится производством лапши «ламянь». В 1980-х годах 110 тыс. жителей уезда уехали в более крупные и развитые населенные пункты, чтобы зарабатывать на жизнь. Большинство из них начали бизнес по изготовлению и приготовлению лапши. В 2010-х годах часть предпринимателей вернулась в уезд и открыла здесь современные предприятия по изготовлению лапши.